# Сан-Карлус (Сан-Паулу)
Сан-Карлус, Сан-Карлуш (порт. São Carlos) — город и муниципалитет в Бразилии, входит в штат Сан-Паулу, расположен на расстоянии приблизительно 230 км от столицы штата — города Сан-Паулу.
Составная часть мезорегиона Араракуара. Входит в экономико-статистический микрорегион Сан-Карлус. Население составляет 246 088 человека на 2017 год. Занимает площадь 1 136,907 км². Плотность населения — 216,45 чел./км².

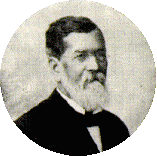
Карлуш де Арруда Ботелью (Carlos de Arruda Botelho), один из основателей города

## История
Освоение и заселение этого региона относится к концу XVIII века, когда была построена дорога, ведущая к золотым приискам в Куябе и Гоясе. Сан-Карлус основан в 1857 году (праздник города отмечается 4 ноября). В 1865 Сан-Карлус получил статус села, и в 1874 году, в связи с быстрым развитием этого региона, его население составило 6897 жителей. Сан-Карлус получил статус города в 1880, а в 1886 году его население составило 16104 жителя.

## Статистика
- Валовой внутренний продукт на 2005 составляет 2 949 858 000,00 реалов (данные: Бразильский институт географии и статистики).
- Валовой внутренний продукт на душу населения на 2005 составляет 13 734,00 реалов (данные: Бразильский институт географии и статистики).
- Индекс развития человеческого потенциала на 2000 составляет 0,841 (данные: Программа развития ООН).

## География
Климат местности: горный тропический. В соответствии с классификацией Кёппена, климат относится к категории Cwa.

## Галерея

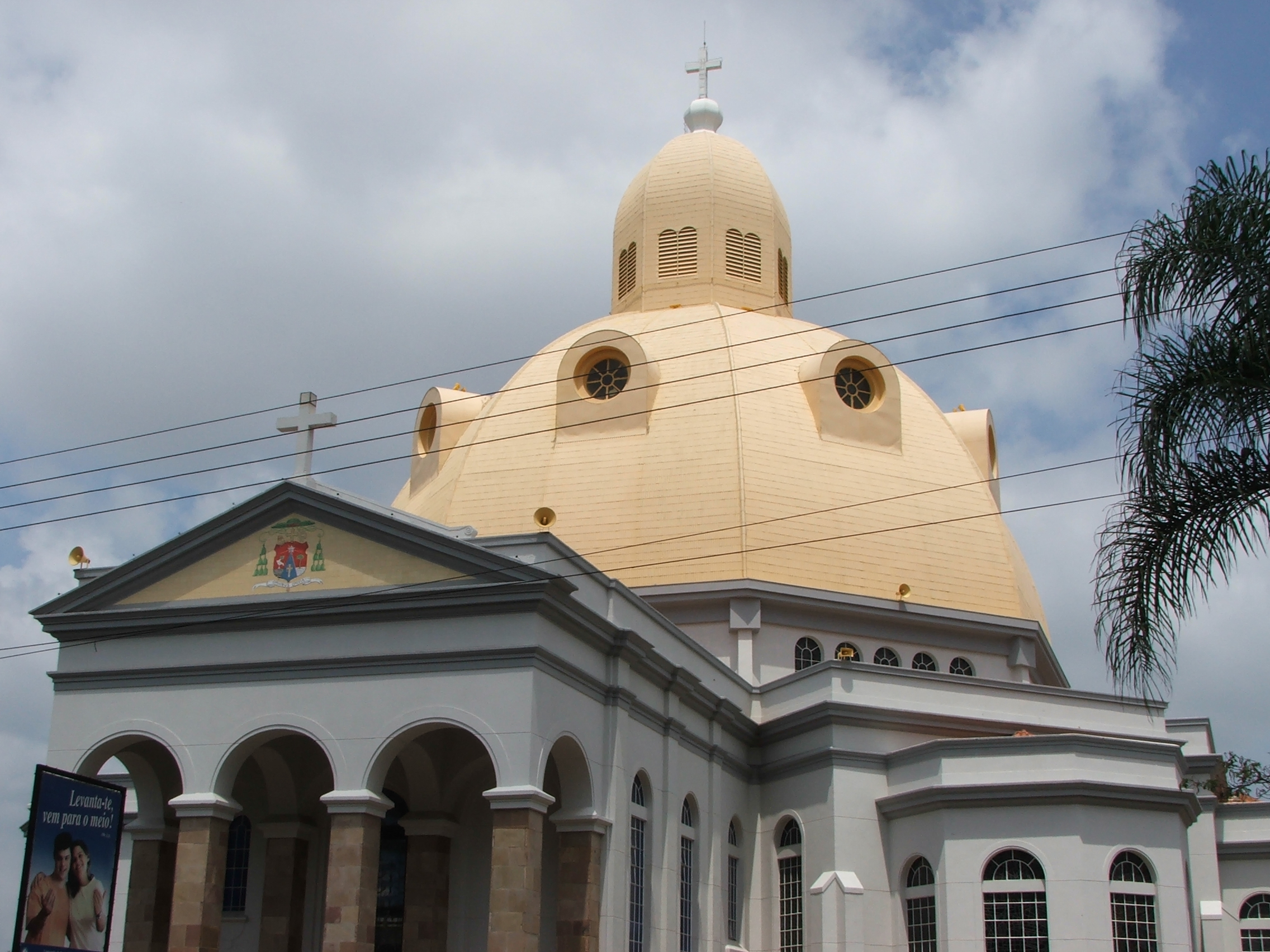
Кафедральный собор
Praça da XV (Praça Dr. Christiano Altenfelder Silva)
Улицы Сан-Карлуса (2012)
Улицы Сан-Карлуса (2012)
Улицы Сан-Карлуса (2012)
Улицы Сан-Карлуса (2012)
Улицы Сан-Карлуса (2012)
Улицы Сан-Карлуса (2012)
Улицы Сан-Карлуса (2012)
Улицы Сан-Карлуса (2012)
Улицы Сан-Карлуса (2012)
Улицы Сан-Карлуса (2012)
Национальный природный парк Сан-Карлуса (2012)
Национальный природный парк Сан-Карлуса (2012)
Национальный природный парк Сан-Карлуса (2012)